# Verlag für Standesamtswesen

Logo

Der Verlag für Standesamtswesen ist ein deutscher Fachverlag mit Sitz in Frankfurt am Main und in Berlin.

## Geschichte
Der Verlag wurde 1924 in Berlin als »Verlag des Reichsbundes der Standesbeamten Deutschlands«  von Alfred Metzner gegründet und führt seit 1931 den Namen »Verlag für Standesamtswesen GmbH«. Die Geschichte des Verlages ist umfassend in der Festschrift zum 75-jährigen Bestehen dargestellt.

## Verlagsangebot
Das Literaturprogramm umfasst personenstandsrechtliche Fachliteratur, Werke zum ausländischen und internationalen Familienrecht, zum deutschen sowie internationalen Namensrecht, zum Staatsangehörigkeitsrecht, ferner Ortsbücher und anderes. Die Zeitschrift »Das Standesamt« erscheint seit 1875.
Seit 2000 veröffentlicht der Verlag eine große Anzahl seiner Publikationen sowohl in gedruckter Form als auch elektronisch.
1982 begann der Verlag, auch Anwender-Software zu entwickeln. Wichtigstes Produkt ist AutiSta, eine Fachanwendung für Standesämter, die heute als Standard gilt. AutiSta ist die einzige Anwendung, mit der Eintragungen im elektronischen Personenstandsregister vorgenommen werden können. In § 3 Abs. 2 des Personenstandsgesetzes ist die elektronische Registerführung vorgeschrieben. Daher wird AutiSta in allen deutschen Standesämtern benutzt.
Der Verlag arbeitet seit seiner Gründung mit den Fachverbänden der Standesbeamten in Deutschland und in Europa zusammen. Das Familienunternehmen, zu dem auch der Wolfgang Metzner Verlag gehört, wird  in der dritten und vierten Generation von Klaudia Metzner, Anna Metzner und Dr. Günther Metzner geführt.